# Comuna de Myślenice
Myślenice (polaco: Gmina Myślenice) é uma gminy (comuna) na Polónia, na voivodia de Pequena Polónia e no condado de Myślenicki. A sede do condado é a cidade de Myślenice.
De acordo com os censos de 2006, a comuna tem 40 541 habitantes, com uma densidade 263,7 hab/km².

## Área
Estende-se por uma área de 153,7 km², incluindo:
- área agricola: 53%
- área florestal: 32%

## Demografia
De acordo com dados de 2002, o rendimento médio per capita ascendia a 1396,83 zł.

## Comunas vizinhas
- Dobczyce, Mogilany, Pcim, Siepraw, Skawina, Sułkowice, Wiśniowa